# Bergzow
Bergzow is een plaats en voormalige gemeente in de Duitse deelstaat Saksen-Anhalt, en maakt deel uit van de Landkreis Jerichower Land.
Bergzow telt 720 inwoners.